# فيونا ريتشاردز
فيونا ريتشاردز (بالإنجليزية: Fiona Richards)‏ هي لاعبة اتحاد الرغبي نيوزيلندية، ولدت في 23 ديسمبر 1970.